# 天主教卡利亚里总教区
天主教卡利亚里总教区是罗马天主教在意大利撒丁岛设立的一个总教区，主教座堂设在卡利亚里。它是卡利亚里教省的中心，附属教区由伊格莱西亚斯教区、拉努塞伊教区和努奥罗教区。
現任總主教為若瑟·巴圖里，榮休總主教為若瑟·馬尼和亨利·米廖。